# P/S - Pronto soccorso
P/S - Pronto soccorso (E/R) è una serie TV, trasmessa sulla rete televisiva statunitense CBS dal 14 novembre 1984 al 27 febbraio 1985.

## Trama
Il dottor Sheinfeld (Elliott Gould) e la dottoressa Sheridan (Mary McDonnell) sono divorziati da poco tempo ed entrambi lavorano al pronto soccorso dell'ospedale di Chicago. 
Ben presto il dottor Sheinfeld si innamora teneramente dell'infermiera Cory (Corinne Bohrer). Ne scaturiranno miscele di umore e crisi mediche tese.

## Episodi
| Stagione       | Episodi | Prima TV originale |
| -------------- | ------- | ------------------ |
| Prima stagione | 22      | 1984               |

## Distributori internazionali
| Nazione     | Rete televisiva | Prima TV          |
| ----------- | --------------- | ----------------- |
| Stati Uniti | CBS             | 16 settembre 1984 |
| Svezia      |                 | 12 gennaio 1986   |
| Regno Unito |                 | 9 gennaio 1987    |